# الحركة المؤيدة للإجهاض بالولايات المتحدة الأمريكية
الحركة المؤيدة للإجهاض بالولايات المتحدة الأمريكية أو حركة حقوق الإجهاض في الولايات المتحدة (بالإنجليزية: United States pro-choice movement
)‏ هي حركة اجتماعية سياسية تدعم حق المرأة القانوني في الإجهاض «أي إنهاء الحمل»، وهي جزء من الحركات العالمية لدعم حق المرأة في الإجهاض، وتتكون هذه الحركة من مجموعة من المؤسسات مع عدم وجود هيئة مركزية تنفرد بصنع القرار. وبالطبع فإن هذه الحركة تتبنى العديد من الأسباب التي تدفعها لتأييد حق المرأة في الإجهاض.
ويعد قرار المحكمة العليا للولايات المتحدة عام 1973 بهدم كل القوانين المقيدة للإجهاض هو نقطة التحول في مسار حق المرأة في الإجهاض.
وعلى الجانب الآخر من الحركات المؤيدة للإجهاض توجد الحركات المناهضة له والداعمة لحق الجنين في الحياة باعتباره إنسان كامل.

## نظرة عامة
تؤكد الحركات المؤيدة للإجهاض على حق المرأة في اختيار استكمال أو انهاء الحمل، نظرًا لتأثير الحمل على جسدها وصحتها ومستقبلها. كما أن تقنين الإجهاض والسماح به قد يقلل من حالات الإجهاض الغير قانوني والذي يعرض صحة الأم لمخاطر شديدة. وبشكل أوسع فإن الحركات المؤيدة للإجهاض تدعم حق المرأة في الإجهاض بدعوى الحرية الفردية وحرية الإنجابية. وقد تم استخدام هذه المصطلحات لأول مرة بواسطة الحركات السياسية في القرنين 19 و 20 ومنها الحركات المناهضة للرق والحركات المناهضة لعقوبة الإعدام.
لا يعتبر الأشخاص المؤيدين لحق المرأة في الإجهاض أنفسهم مؤيدين للإجهاض في حد ذاته، وإنما يعتبرون أن استمكال الحمل أو انهاؤه يعد قرارًا شخصيًا يجب أن تتخذه المرأة وحدها، وإن الإكراه على الإجهاض يعد مرفوض قانونيًا وأخلاقيًا مثله مثل الإجبار على استكمال الحمل.
حتى أن بعض المؤيدين لحق المرأة في الإجهاض يجدون أن بعض حالات الإجهاض قد تكون لا أخلاقية، لكنها سوف تقع سواء كانت مباحة أو مجرمَّة قانونيًا، وبالتالي فإن توفير الحدمات الطبية اللازمة وإباحة الإجهاض حسب رغبة المرأة قد يحميها من إجراء عملية الإجهاض بشكل غير قانوني وبدون توفر الخدمات الطبية اللازمة.
ومن وجه نظر فلسفية يعتقد بعض المنتمين لهذه الحركات أن الجنين لا يعد شخصًا كاملًا، وأن ليس له حقوق تذكر أو تغلب على حقوق الأم الحامل نفسها، وأنه لا يكتسب حقوقه في الحياة وغيرها إلا بعد ولادته.
ويؤكد بعض الداعمين للإجهاض على ضرورة جعل الإجهاض الملجأ الأخير للمرأة الحامل في بعض الحالات فقط، كما في حالات الحمل بعد الاغتصاب، أو في حالة التأثير السلبي للحمل على الأم، أو في حالة معاناة الجنين من مرض خطير أو تشوه عضال، وفي حالات فشل وسائل منع الحمل، وفي عدم قدرة الأم على تحمل النفقات المالية للمولود، وفي البلاد التي تعاني من زيادة التعداد السكني. بالإضافة إلى رفض بعض مؤيدي الإجهاض لعمليات الإجهاض على أساس الجنس كما في الهند حيث تقوم العديد من الأمهات بالتخلص من الجنين الأنثى عند الكشف عن جنسه باستخدام الأشعة التليفزيونية وذلك لانتشار عادات وتقاليد تجعل الأفضلية لإنجاب الذكور فقط.

## تاريخيًا

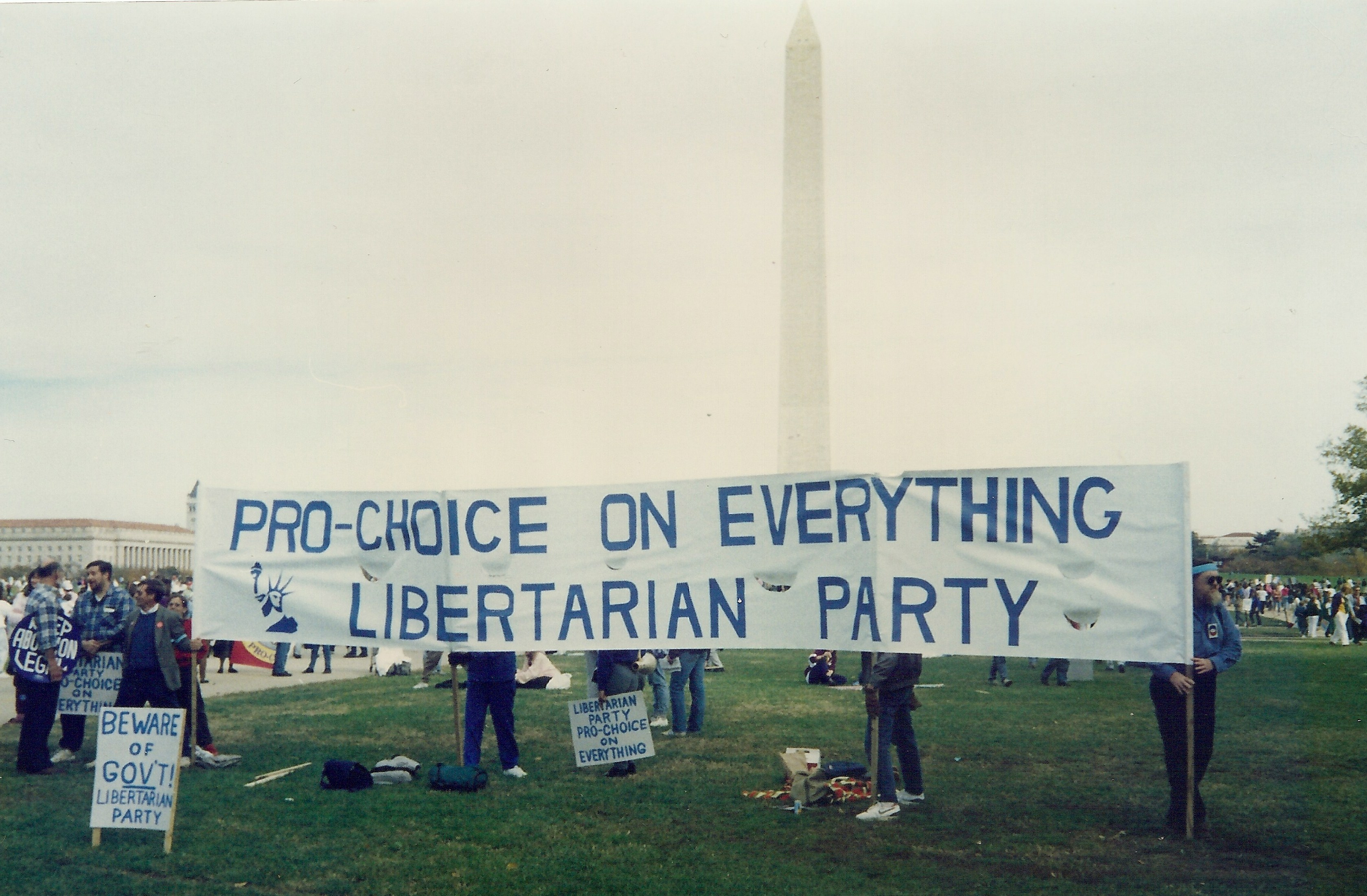
مسيرات لمؤيدي الإجهاض عام 1989

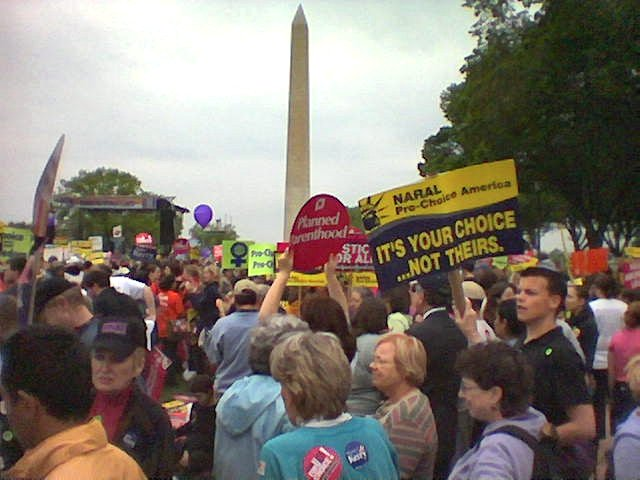
مسيرات لمؤيدي الإجهاض عام 2004 وقد كتب على اللافتات (إنه خيارك وليس خيارهم)

لم يكن الإجهاض قبل عام 1973 يمثل قضية دستورية، بل قضية تختص بها كل ولاية على حدة. وقد وضع أول تقنين للإجهاض عام 1820, حيث تم منع الإجهاض بعد الشهر الرابع من الحمل.
حتى عام 1900 وبسبب إلحاح الجمعية الطبية الأمريكية تم حظر الإجهاض في معظم الولايات الأمريكية. كما لعبت الجمعية الطبية الأمريكية دورًا هامًا في وصم الإجهاض بالعار وخلق موقف أخلاقي عام مناهض له، حيث وجد أطباء الجمعية الطبية الأمريكية أن الأطباء الذين يجرون عمليات الأجهاض قد ينافسونهم في عملهم في مجال الصحة.
وصولًا إلى عام 1973, وفيه قام سيدة برفع قضية ضد ولاية تكساس الأمريكية متحدية القوانين التي تحظر الإجهاض. فتوصلت المحكمة العليا الأمريكية إلى قرارين هامين:
- أن قوانين الإجهاض تخضع لبند الإجراءات القانونية في التعديل الرابع عشر لدستور الولايات المتحدة.
- أن القيام بالإجهاض هو حق دستوري خلال الثلث الأول والثاني من الحمل على أساس الحق الدستوري في الخصوصية والفائدة. أما في الثلث الأخير من الحمل فيسود حق الدولة في حماية «الحياة المحتملة للجنين» ما لم يضع ذلك صحة المرأة في خطر.

واليوم تنشط جماعات حقوق الإجهاض في جميع الولايات الأمريكية وعلى المستوى الاتحادي، وتناضل من أجل الإجهاض القانوني ضد إعادة فرض قوانين مكافحة الإجهاض، بدرجات متفاوتة من النجاح. ويوجد عدد قليل من الدول تسمح بالإجهاض دون قيود أو تنظيم، أما أغلبية الدول فتسمح بأشكال محدودة من الإجهاض.
في الولايات المتحدة الأمريكية يناصر الحزب الديموقراطي موقف الدولة من الإجهاض ويصرح بأنه «لابد أن يكون الإجهاض آمن وقانوني ونادر الحدوث», ومع ذلك فإن بعضًا من الجمهوريين يخالفون آراء الحزب ويناهضون الإجهاض ويناضلون من أجل حق الجنين في الحياة. أما الحزب الليبرالي فيرى أن على الحكومة أن تقف بعيدة عن هذه المسألة التي يتولاها القانون.